# Isia intricata
Isia intricata är en fjärilsart som beskrevs av Walker 1856. Isia intricata ingår i släktet Isia och familjen björnspinnare. Inga underarter finns listade i Catalogue of Life.